# Szászlepény

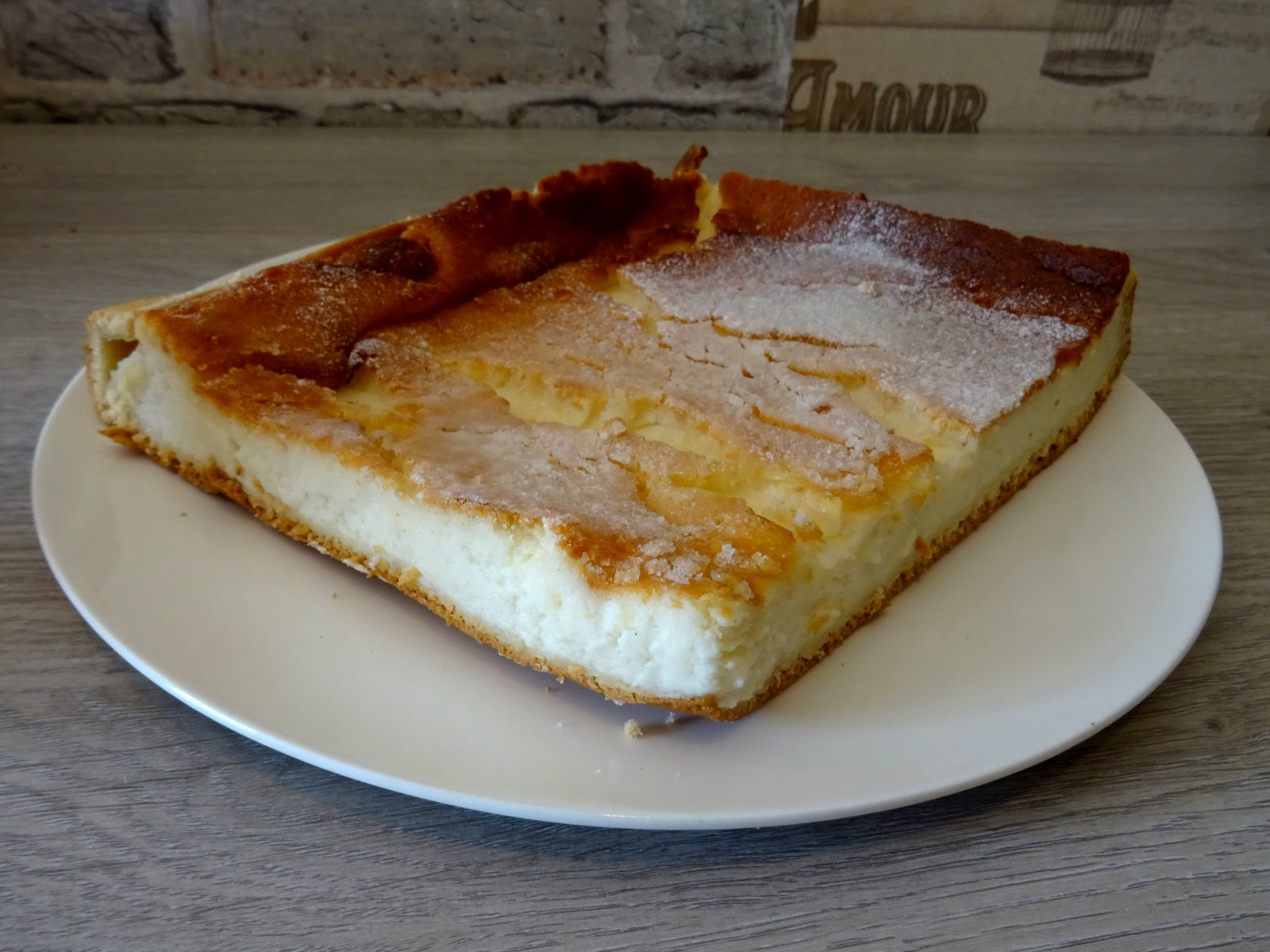
Szászlepény

A szászlepény  (németül Hanklich vagy Hangklich, ritkábban Honklich vagy Hunklich; románul hencleș) kelt tésztából készült lepény vajas vagy tejfölös öntettel, az erdélyi szászok hagyományos étele.

## Neve
A Hanklich szó az Anken-ből származik; az ankelig a vajas ízt jelenti. Mások szerint azonban a Hand gleich-ból ered, ami arra utal, hogy egy maréknyi tésztából, a kenyérsütés maradékából készült vagy pedig arra, hogy kézzel egyenletesre simították.
A név használata vitatott az erdélyi szászok között; míg egyesek töpörtyűs, fűszeres vagy hagymás lepényt is sütnek, mások szerint csak a tejfölös vagy vajas lepény nevezhető Hanklichnak.

## Története
A szászlepény a szigorú szabályozásnak köszönheti népszerűségét. Az 1732-es esküvői szabályozás szerint a polgári esküvőkön csak gyümölcsöt, rétest, szászlepényt vagy legfeljebb farsangi fánkot volt szabad felszolgálni. A tejfölös-tojásos öntettel készített vajas tészta egyik első írásos említése az 1697-ben kiadott Die wol unterwiesene Köchinn című szakácskönyvből származik.
A 16-18. században több hutterita közösség élt Erdélyben, többek között Alvincen, Gyalun, Marosvásárhelyen, Szászivánfalván, Garaton,  és Nagyváradon. Az ellenreformáció miatt a hutteriták Amerikába menekültek, ahol még mindig sütik a Zuckerhonkelich-ot illetve a Schutenhonkelich-ot.

## Elkészítése
A szászlepényt hagyományos módon kemencében sütötték. Kizárólag finom lisztet használtak hozzá. A saját termelésű búzalisztet a padláson lisztesládában tartották, és sütés előtt átszitálták, a kenyérsütéshez egyszer, tésztafélékhez kétszer. A tésztát megkelesztették, és nagy teknőben meggyúrták. A tésztát terítőn kinyújtották, és tojásos, vajas vagy tejfölös öntettel kenték meg, majd négyszögekre vágták, és megsütötték.

## Fordítás
Ez a szócikk részben vagy egészben  a   Hanklich című német Wikipédia-szócikk ezen változatának fordításán alapul.  Az eredeti cikk szerkesztőit annak laptörténete sorolja fel. Ez a jelzés csupán a megfogalmazás eredetét és a szerzői jogokat jelzi, nem szolgál a cikkben szereplő információk forrásmegjelöléseként.